# Montana (staat)
Montana is een van de vijftig staten van de Verenigde Staten. Gelegen aan de grens met Canada, Montana telde 1.084.225 inwoners in 2020. De hoofdstad is Helena.
De standaard afkorting van Montana is MT; de naam is afkomstig van het Spaanse woord montaña, dat "berg" of meer algemeen "de bergen" betekent. De officiële bijnaam luidt "Treasure State" maar vaak wordt de staat ook "Big Sky Country" genoemd.

## Geschiedenis
Het gebied dat nu Montana heet werd oorspronkelijk bevolkt door indianenstammen. Daarna was de regio lang in Franse handen. Het grootste gedeelte van de staat werd door de Verenigde Staten verworven door de Louisiana Purchase van president Thomas Jefferson. De rest volgde in 1846 toen hierover een verdrag werd gesloten met de Engelsen (zie Oregonterritorium). In 1862 werd in de bergen in het westen goud gevonden met een goudkoorts tot gevolg in de omgeving van het plaatsje Bannack. Tegelijkertijd werden op de graslanden in het oosten grote ranches opgezet. Ook werd de Northern Pacific Railroad aangelegd, dwars door het gebied van de Lakota. De geforceerde aanleg onder militaire bescherming, de spoorlijn was al "Centennial line" gedoopt en moest bij het eeuwfeest van de VS klaar zijn, liet weinig ruimte voor diplomatie.
De indianen hebben zich hevig verzet tegen de inname van hun land. Bekend is de slag bij de Little Bighorn op 25 juni 1876, waar luitenant-kolonel George Armstrong Custer in sneuvelde. Op 8 november 1889 werd Montana formeel de 41e staat van de Verenigde Staten.
In 1914 voerde Montana als tiende Amerikaanse staat het vrouwenkiesrecht in. In november 1916 werd daadwerkelijk Jeannette Rankin gekozen tot eerste vrouw in het Amerikaanse Huis van Afgevaardigden namens Montana.

## Geografie
De staat Montana beslaat 381.156 km², waarvan 377.295 km² land is. Daarmee is het de vierde grootste staat van de Verenigde Staten van Amerika, na Alaska, Texas en Californië. Zestig procent van de staat wordt ingenomen door de Great Plains waardoor het oosten relatief vlak is. Het westen wordt gedomineerd door de Rocky Mountains. Het hoogste punt is de top van Granite Peak (3901 m). De belangrijkste rivier is de Missouri, die in deze staat ontspringt. Grote meren in Montana zijn Fort Peck Lake en Flathead Lake.
Montana is zeer rijk aan natuurschoon. Voorbeelden zijn het Glacier National Park en de door William Clark op 25 juli 1806 ontdekte Pompey's Pillar.
Montana grenst in het noorden aan Canada, in het westen aan de staat Idaho, in het oosten aan North en South Dakota en in het zuiden aan Wyoming. De staat behoort tot de Mountain-tijdzone.

## Demografie en economie
In 2000 telde Montana 902.195 inwoners (2,4 per km²), eind 2011 ging de staat door de grens van 1 miljoen inwoners. De grootste stad is Billings; enkele andere grotere steden zijn Bozeman, Missoula, Butte en Great Falls. In de staat liggen uitgestrekte Indianenreservaten.
De bevolkingsdichtheid is de op twee na laagste van de Verenigde Staten.
Het bruto product van de staat bedroeg 23 miljard dollar in 2001.

## Bestuurlijke indeling
Montana is onderverdeeld in 56 county's.

## Cultuur
De stuntman Evel Knievel werd geboren in Butte (Montana) en jaarlijks worden in deze stad de Knievel days gehouden met motorstunts ter nagedachtenis aan hem.

## Politiek
Aan het hoofd van de uitvoerende macht van de staat staat een gouverneur, die direct gekozen wordt door de kiesgerechtigden in de staat. De gouverneursverkiezing van 2020 werd gewonnen door Greg Gianforte van de Republikeinse Partij. Hij trad in januari 2021 aan als gouverneur van Montana.
De wetgevende macht bestaat uit het Huis van Afgevaardigden van Montana (Montana House of Representatives) met 100 leden en de Senaat van Montana (Montana Senate) met 50 leden. De Republikeinen hebben een meerderheid in beide kamers.